# Reconciliação
Reconciliação, no contexto da teologia Cristã, é um elemento de Salvação referente aos resultados da Expiação. A reconciliação é o fim da separação entre Deus e a humanidade causada pelo Pecado original.